# José Sabino Chagas Monteiro
José Sabino Chagas Monteiro, noto semplicemente come Sabino (Brasilia, 25 ottobre 1996), è un calciatore brasiliano, difensore del San Paolo.

## Caratteristiche tecniche
È un difensore centrale.

## Carriera
Cresciuto nel settore giovanile del Santos, nel 2019 è stato ceduto in prestito al Coritiba con cui ha esordito fra i professionisti disputando l'incontro del Campionato Paranaense vinto 4-0 contro il Cianorte. Il 9 agosto 2020 ha debuttato in Série A giocando da titolare il match perso 1-0 contro l'Internacional.

## Statistiche

### Presenze e reti nei club
Statistiche aggiornate al 17 maggio 2025.
| Stagione            | Squadra             | Campionato          | Campionato | Campionato | Coppe nazionali | Coppe nazionali | Coppe nazionali | Coppe continentali | Coppe continentali | Coppe continentali | Altre coppe | Altre coppe | Altre coppe | Totale | Totale | Totale |
| Stagione            | Squadra             | Comp                | Pres       | Reti       | Comp            | Pres            | Reti            | Comp               | Pres               | Reti               | Comp        | Pres        | Reti        | Pres   | Reti   |        |
| ------------------- | ------------------- | ------------------- | ---------- | ---------- | --------------- | --------------- | --------------- | ------------------ | ------------------ | ------------------ | ----------- | ----------- | ----------- | ------ | ------ | ------ |
| 2019                | Coritiba            | A1/PR+B             | 0+30       | 0+4        | CB              | 1               | 0               | -                  | -                  | -                  | -           | -           | -           | 31     | 4      |        |
| 2020                | Coritiba            | A1/PR+A             | 14+31      | 2+4        | CB              | 1               | 0               | -                  | -                  | -                  | -           | -           | -           | 46     | 6      |        |
| Totale carriera     | Totale carriera     | Totale carriera     | 14+61      | 2+8        |                 | 2               | 0               |                    | -                  | -                  |             | -           | -           | 77     | 10     |        |
| 2021                | Santos              | A1/SP+A             | 1+0        | 1+0        | CB              | 0               | 0               | CL                 | 0                  | 0                  |             | -           | -           | 1      | 1      |        |
| 2021                | Sport Recife        | A1/PE+A             | 1+36       | 0          | CB              | 0               | 0               | -                  | -                  | -                  | -           | -           | -           | 37     | 0      |        |
| 2022                | Sport Recife        | A1/PE+B             | 4+37       | 0          | CB+CdN          | 1+8             | 0               | -                  | -                  | -                  | -           | -           | -           | 50     | 0      |        |
| 2023                | Sport Recife        | A1/PE+B             | 13+30      | 1+1        | CB+CdN          | 4+11            | 2+3             | -                  | -                  | -                  | -           | -           | -           | 58     | 7      |        |
| Totale Sport Recife | Totale Sport Recife | Totale Sport Recife | 18+103     | 1+1        |                 | 24              | 5               |                    | -                  | -                  |             | -           | -           | 145    | 7      |        |
| 2024                | San Paolo           | A1/SP+A             | 0+13       | 0          | CB              | 2               | 0               | CL                 | 1                  | 0                  | SB          | -           | -           | 16     | 0      |        |
| 2025                | San Paolo           | A1/SP+A             | 8+4        | 0          | CB              | 1               | 0               | CL                 | 1                  | 0                  | -           | -           | -           | 14     | 0      |        |
| Totale San Paolo    | Totale San Paolo    | Totale San Paolo    | 8+17       | 0          |                 | 3               | 0               |                    | 2                  | 0                  |             | -           | -           | 30     | 0      |        |
| Totale carriera     | Totale carriera     | Totale carriera     | 222        | 13         |                 | 29              | 5               |                    | 2                  | 0                  |             | -           | -           | 253    | 18     |        |

## Palmarès

### Club

#### Competizioni statali
- Campionato Pernambucano: 1

Sport Recife: 2023